# Burren-Nationalpark
Der Burren-Nationalpark (englisch Burren National Park, irisch Páirc Náisiúnta Bhoirne) ist ein Schutzgebiet im Südwesten der Karstlandschaft Burren im Nordwesten des County Clare in Irland.  Es wurde 1991 ausgewiesen und ist ca. 15 km² groß. Der Nationalpark ist vor allem für seine ausgedehnten Felslandschaften bekannt.
Aufgrund des Klimas und der Beschaffenheit des Burren findet man hier eine Vielfalt von seltenen Pflanzen. Auch viele Tierarten finden hier eine Heimat, unter anderem seltene Schmetterlinge.

Der Autor J. R. R. Tolkien (1892–1973) besuchte mehrmals den Burren und könnte dort seine Inspiration für die Landschaft von Mittelerde gefunden haben. 

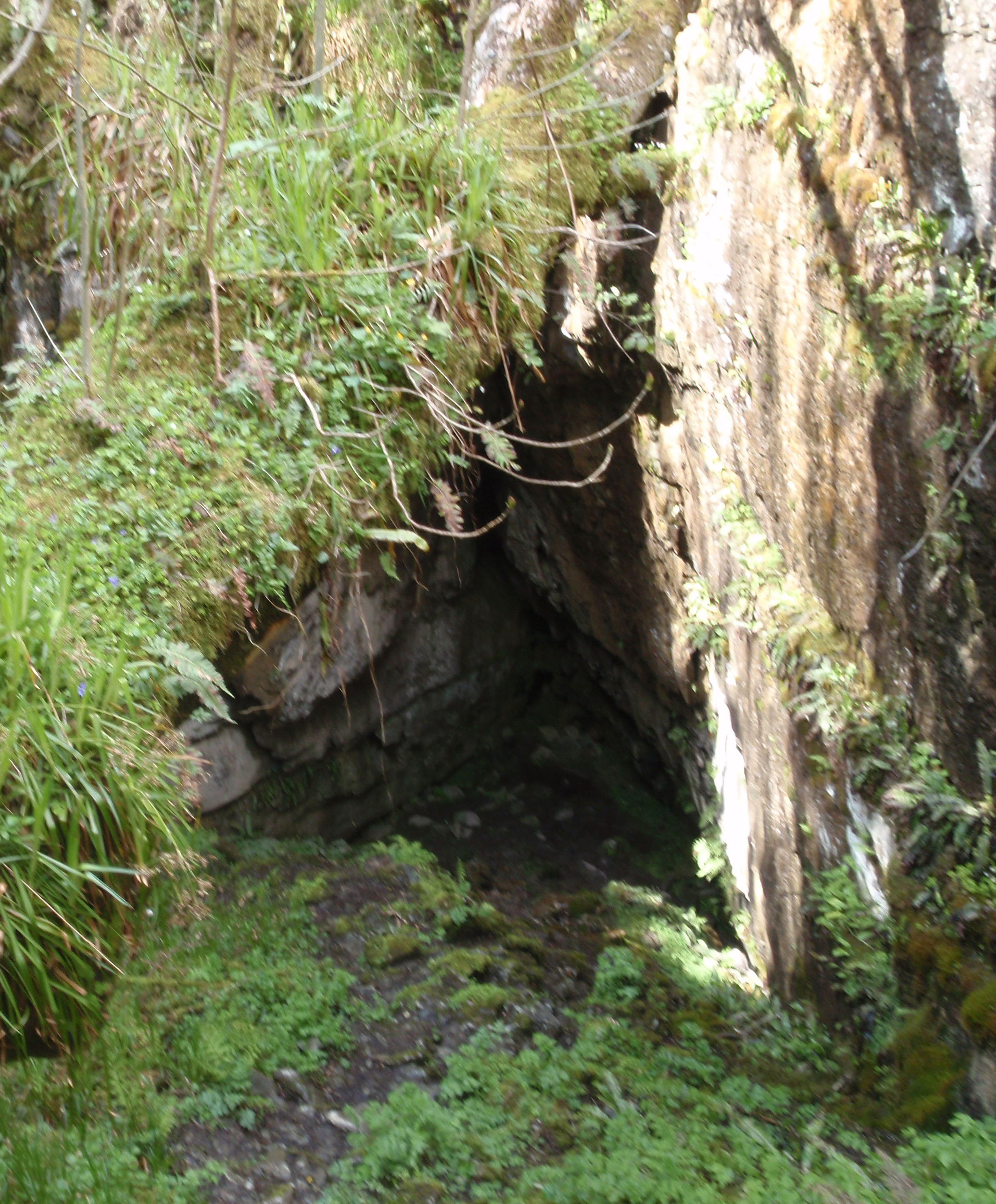
Pollnagollum

Es gibt im Burren eine Höhle, die einem Wesen namens Gollum aus seinem bekanntesten Werk, Der Herr der Ringe, als Namenspate gedient haben könnte: die Pollnagollum.
Im Park liegen das Hillfort Cahercommaun, die Wedge Tombs von Creevagh, Slievenaglasha, Tullycommon und Castletown sowie das Souterrain von Castletown (eines von nur vieren in Irland). 
Das Wedge Tomb von Cappaghkennedy liegt nördlich des Parks.

## Flora
Ganz im Gegensatz zur Kargheit der Landschaft ist die Artenvielfalt der Flora reich. Über 600 verschiedene Arten von Blütenpflanzen sind hier beheimatet, darunter 22 Orchideenarten. Sie wachsen in den Spalten und Fugen des Felsgesteins und sind nur für die Wanderer auf alten Fußwegen aufzufinden. Es gibt noch keine allgemein akzeptierte Erklärung dafür, dass sowohl alpine, als auch wärmeliebende Pflanzen aus dem mediterranen Raum hier ein Rückzugsgebiet gefunden haben. Jedenfalls sorgt die zerklüftete Landschaft sowohl für Schutz als auch für ein geeignetes Mikroklima innerhalb der Risse und Felsspalten, in denen sich einerseits die Feuchtigkeit, andererseits auch Erde und Nährstoffe sammeln können.